# الامقط (مناخة)

تعديل مصدري - تعديل

الامقط هي إحدى قرى عزلة حصبان بمديرية مناخة التابعة لمحافظة صنعاء، بلغ تعداد سكانها 194 نسمة حسب تعداد اليمن لعام 2004.